# Sonad skuld
Pour plus de détails, voir Fiche technique et Distribution.
Sonad skuld est un film suédois réalisé par Victor Sjöström, sorti en 1915.

## Fiche technique
- Titre : Sonad skuld
- Réalisation : Victor Sjöström
- Scénario : Victor Sjöström
- Photographie : Henrik Jaenzon
- Pays de production : Suède
- Format : Noir et blanc - Film muet
- Genre : drame
- Durée : 48 minutes
- Date de sortie : 1915

## Distribution
- Lili Beck :Margaret Stensson
- Gustaf Callmén (sv) : le père de Henni
- Carlo Wieth : le frère de Henni
- John Ekman : le directeur d'usine
- Viggo Friderichsen (sv) : Albin Ström
- August Warberg (en) : Hemmansägare
- Greta Almroth : la fille de Hemmansägaren
- Stina Berg (en) : l'épouse de Hemmansägaren